# Sopho Nizharadze
Sopho Nizharadze (em georgiano:  სოფო ნიჟარაძე) é uma cantora georgiana, nascida em 1985.

## Eurovisão
Sopho Nizharadze foi apresentada, dia 16 de Janeiro de 2010, como a representante da Geórgia para o Festival Eurovisão da Canção 2010 com Shine.